# Мигла
Мигла (рум. Mâgla) — село у повіті Бакеу в Румунії. Входить до складу комуни Негрі.
Село розташоване на відстані 259 км на північ від Бухареста, 13 км на північ від Бакеу, 70 км на південний захід від Ясс.

## Населення
За даними перепису населення 2002 року у селі проживали 217 осіб, усі — румуни. Усі жителі села рідною мовою назвали румунську.